# Hans Puggaard (skolemand)
 Der er flere personer med dette navn, se Hans Puggaard.
Hans Puggaard (14. august 1914 i København — 26. august 1986 i Vejle) var forstander og senere rektor for Københavns Aftenseminarium (1949-1964) og til sidst gymnasielektor.
Hans Puggaard blev student fra Metropolitanskolen i 1932 og cand.teol. i 1938. 1938-42 var han hjælpepræst ved Odense Domkirke, 1942-46 residerende kapellan ved Grøndalskirken i Vanløse ved København. I perioden 1946-1949 var han fængselslærer.
I 1949 blev Hans Puggaard den første forstander for det nyoprettede Københavns Aftenseminarium (KA), der først i 1967 kom til at hedde Københavns Dag- og Aftenseminarium (KDAS). Fra 1959 var stillingsbetegnelsen seminarierektor. Puggaard underviste i dansk og engelsk, selv om hans uddannelse var som teolog. Hans udnævnelse til forstander var i sin tid ret omdiskuteret, eftersom han ikke havde nogen lærererfaring fra folkeskolen eller læreruddannelsen, hvad flere af de 13 andre ansøgere havde. Han havde imidlertid støtte fra de socialdemokratiske kredse, der understøttede seminariets oprettelse. I de første mange år var lærerne deltidsansatte med hovedstilling andetsteds. Ved KA's start i 1949 var der ud over forstanderen kun én fuldtidsansat, nemlig inspektøren Hans Jacob Nielsen (1910-1966), der imidlertid fratrådte inspektørstillingen i 1952 pga. uoverensstemmelse med Puggaard, men han fortsatte som lærer på seminariet og blev fastansat i 1963, samtidig med at Hans Puggaard blev suspenderet fra sit embede efter en langtidssygemelding, og efterfølgende tog han sin afsked to år efter. Lærerrådet havde fundet Puggaard for selvrådig og udstedt et mistillidsvotum, hvorpå Puggaard sygemeldte sig, og bestyrelsen konstituerede lærerrådsformanden Valdemar Kristensen, der blev seminariets næste rektor.
Hans Puggaard var efterfølgende lektor ved Rødkilde Gymnasium i Vejle fra 1965 og frem til pensioneringen i 1981.